# Chignolo Po
Chignolo Po (Chignö, en lombard) est une commune italienne de la province de Pavie, dans la région Lombardie.

## Administration
| Période                                  | Période | Identité | Étiquette | Qualité |
| ---------------------------------------- | ------- | -------- | --------- | ------- |
|                                          |         |          |           |         |
| Les données manquantes sont à compléter. |         |          |           |         |

### Hameaux
Alberone, Lambrinia, Bosco.

### Communes limitrophes
Badia Pavese, Miradolo Terme, Monticelli Pavese, Orio Litta, Rottofreno, San Colombano al Lambro, Santa Cristina e Bissone.